# Salina (Utah)
Pour les articles homonymes, voir Salina.
La ville de Salina (en anglais [səˈlaɪnə]) est située dans le comté de Sevier, dans l’Utah, aux États-Unis. Le recensement de 2000 a indiqué une population de 2 958 habitants.

## Source
- (en) Cet article est partiellement ou en totalité issu de l’article de Wikipédia en anglais intitulé « Salina, Utah » (voir la liste des auteurs).